# Честная куртизанка
«Честная куртизанка» (англ. Dangerous Beauty) — фильм режиссёра
Маршалла Херсковица, снятый в 1998 году, экранизация биографии венецианской куртизанки Вероники Франко авторства профессора Маргарет Розенталь.

## Сюжет
Венеция, XVI век. Разврат стал нормой жизни города, и когда у семейства Франко не хватает денег на приданое для дочери Вероники, мать решает сделать из неё элитную проститутку — куртизанку. Вероника сначала отказывается, но тогда ей объясняют, что если она не станет куртизанкой, то придется искать работу. И когда она говорит, что лучше уйдет в монахини — Веронике предлагают посетить монастырь и представить свою жизнь там. Она в ужасе оттуда убегает и соглашается «учиться на куртизанку». Помогает ей в этом её мать — сама бывшая куртизанка. С удивлением Вероника узнает, что ей будет доступно много больше, чем «приличным женщинам» — ходить в библиотеку, писать стихи, красиво одеваться и даже демонстрировать свой ум, в то время когда большинство дам не умело даже писать и читать. Все интересы женщины ограничивались домом и семьей. Куртизанки же привлекали клиентов не только красотой, но и образованностью и умом. Вероника весьма преуспевает на этом поприще — в числе её клиентов оказываются знатнейшие жители города, а также её бывший возлюбленный Марко Веньер, который был вынужден вступить в брак по расчёту.
Вероника даже ухитряется спасти Венецию — в восторге от её услуг, король Франции Генрих III решает помочь республике против турецкой экспансии. Однако оказывается, что Венеции угрожает нечто более грозное, чем турки — чума. Когда умирает 56 тысяч жителей города, ревнители призывают в город инквизиторов. Веронику привлекают к суду инквизиции, так как в то время считалось, что чума — это «проклятие куртизанок». Свидетелем обвинения выступает бывший бедный поэт, а ныне служитель церкви и инквизиции, Маффио Веньер (кузен Марко), которому Вероника в своё время отказала в сексуальных утехах. Он заявляет, что женщина околдовала его. Тогда Марко прибегает к последнему средству — призывает встать всех клиентов Вероники. Главный инквизитор приходит в ужас от зрелища встающих нобилей города. Даже сам епископ, тоже в прошлом клиент куртизанки, заступается за неё. Вдобавок ко всему Вероника Франко произносит панегирик в защиту куртизанок.

## В ролях
- Кэтрин Маккормак — Вероника Франко
- Руфус Сьюэлл — Марко Веньер
- Оливер Платт — Маффио Веньер
- Фред Уорд — Доменико Веньер
- Наоми Уоттс — Джулия Де Лецце
- Мойра Келли — Беатриса Веньер
- Жаклин Биссет — Паола Франко
- Йерун Краббе — Пьетро Веньер
- Джоанна Кэссиди — Лора Веньер
- Мелина Канакаредес — Ливия
- Дэниэл Лапэйн — Серафино Франко
- Джастин Мичели — Елена Франко
- Джейк Уэбер — король Анри
- Саймон Даттон — министр Рамберти
- Грант Расселл — Франческо Мартененго
- Питер Айр — дож
- Карла Кассола — Катерина
- Джанни Музи — Иосиф
- Майкл Калкин — епископ Де Ла Торре
- Ральф Райч — Лоренцо Гритти
- Шарлотта Рэндл — Франческа
- Альберто Россатти — Андреа Трон
- Анна Содзани — Марина
- Луис Мольтени — Джакомо Баяльи
- Тим МакМуллан — фанатик
- Ричард О’Каллаган — фанатик
- Ленор Ломан — венецианская жена
- Мод Бонанни — венецианская жена
- Джая Дзоппи — венецианская жена

## Приём
Фильм вышел в ограниченный прокат 20 февраля 1998 года и получил смешанные, но в основном положительные отзывы, получив 69-процентный рейтинг свежести на сайте кинокритиков Rotten Tomatoes. Роджер Эберт из Chicago Sun-Times написал, что немногие фильмы были рассказаны с женской точки зрения .... Большинство фильмов сняты мужчинами и показывают женщин, очарованных мужчинами. Джек Мэтьюз из Los Angeles Times описал его как одновременно благословенный и проклятый вдохновением. Первоначально фильм был показан в 10 кинотеатрах, хотя и преуспел, заработав 105 989 долларов. В итоге он был показан в 313 кинотеатрах и заработал в Соединенных Штатах всего 4,5 миллиона долларов.